# Henri Goelzer
Henri Jules Ernest Goelzer (1853-1929) est un latiniste et helléniste français, enseignant et traducteur.

## Vie
Il est né le 29 septembre 1853 à Beaumont-le-Roger, dans l'Eure, d’un père ingénieur, et mort le 1er août 1929 dans sa propriété d'Esprels, près de Villersexel, en Haute-Saône.
Élève de l'École normale supérieure (promotion de 1874) et de l'École pratique des hautes études, il devint agrégé de grammaire en 1877. Il consacra toute sa vie à l'enseignement de la grammaire et de la philologie, d'abord au Prytanée national militaire en 1877 puis en province (Poitiers en 1879 et au lycée Fontanes en 1880). De 1882 à 1884, il fut chargé de conférences à la Faculté des lettres de Paris et il devint maitre de conférences de grammaire et philologie dans cette université de 1884 à 1891. Il devint ensuite maitre de conférences de grammaire à l'École normale supérieure, où il fut appelé par Georges Perrot à remplacer Othon Riemann. À la Faculté des Lettres de Paris où son doyen, Alfred Croiset, appréciait sa compétence et son dévouement, il fut chargé de cours entre 1892 et 1904, nommé professeur de grammaire des langues classiques en 1904 puis professeur de poésie latine de 1925 à 1928.
Le 17 mars 1884 il soutint ses deux thèses de doctorat ès lettres à la Faculté de Paris .  Ces deux travaux d'étude du latin tardif et ecclésiastique furent très remarqués : Étude lexicographique et grammaticale de la latinité de saint Jérôme (thèse principale de près de 500 pages, 1884) et Grammaticæ in Sulpicium Severum observationes (thèse latine, 1883). Sa maîtrise s'exerça encore en 1909 sur Le Latin de saint Avit, évêque de Vienne,
Soucieux de permettre l'étude combinée du grec et du latin et de remplacer les ouvrages équivalents édités en Allemagne, longtemps seuls disponibles, il s'appliqua pendant dix ans à un travail considérable de grammaire grecque et latine, en utilisant et en complétant les notes de cours d'Othon Riemann : la Grammaire comparée du grec et du latin, comprenant la Syntaxe (893 pages, 1899) et la Phonétique et étude des formes (540 pages, 1901).
Eugène Benoist venait d'entreprendre un Nouveau dictionnaire de la langue latine, lorsqu'il mourut prématurément, en 1884, : Goelzer reprit le travail, l'acheva et, en 1892, publia le dictionnaire qui, depuis, a connu de nombreuses éditions. En 1904, il donna un formidable Nouveau dictionnaire français-latin, in-4° de 1200 pages, contenant la traduction de tous les termes employés dans la langue depuis le XVIIe siècle jusqu'à nos jours.
Il dirigea la série latine de la Collection des Universités de France publiée par l'association Guillaume-Budé et les Belles Lettres, et révisa un certain nombre de leurs éditions-traductions en réétudiant le texte latin d'origine, dont celle des Histoires de Tacite, son auteur préféré. Dès son élection comme membre de l'Académie des inscriptions et belles-lettres en remplacement de Paul Girard (1923), il prépara le dictionnaire destiné à remplacer le Glossaire de Du Cange en présidant la commission de l'Union académique chargée de préparer le Nouveau dictionnaire français-latin.

## Œuvres
- Grammaticæ in Sulpicium Severum observationes potissimum ad vulgarem latinum sermonem pertinentes (1883), thèse de doctorat.
- Étude lexicographique et grammaticale de la latinité de saint Jérôme (1884), thèse de doctorat.
- Dictionnaire latin-français (1893), Paris, éd. Garnier frères, abrégé et réédité en 1928 sous le titre Le latin en poche, 714 pages[12]
- Grammaire comparée du grec et du latin, syntaxe, Othon Riemann et Henri Goelzer, Librairie Armand Colin, Paris, 1899[6].
- Grammaire comparée du grec et du latin, phonétique et étude des formes, Othon Riemann et Henri Goelzer, Librairie Armand Colin, Paris, 1901[7].
- Le latin de saint Avit, évêque de Vienne (450?-526?) (1909), Paris, éd. Félix Alcan[5]
- (en coll. avec Eugène Benoist) Dictionnaire français-latin (1886 ; 5e éd. 1906), et Nouveau dictionnaire français-latin : rédigé d'après les meilleurs travaux de lexicographie latine, parus en France et à l'étranger et particulièrement d’après les grands dictionnaires de Forcellini, de Georges, de Freund et de Klotz  (1922), Paris, éd. Garnier frères
- éditions et traductions de Tacite (aux éditions des Belles-Lettres)
  - Annales (1921)
  - Histoires (Historiæ) (1921)[13]
  - Dialogue des orateurs. Vie d'agricola. La Germanie (1922), 209 p.
- éditions et traductions de Virgile (aux éditions des Belles-Lettres)
  - Bucoliques. Géorgiques. Enéide (1895), Paris, éd. Garnier
  - Énéide : (Chants 1, 2 et 3) ; édition à l'usage de la classe de quatrième (1916)